# 宋隆水
宋隆水，位于中国广东省高要市东南部，是西江右岸支流，发源于高要市蛟塘镇云路村荔枝山，蜿蜒北流，经回龙镇、白土镇，于金渡镇水口村汇入西江。河长52千米，平均比降5.61‰，流域面积410平方千米。流域四面丘陵环绕，低丘较多，中部是低洼平原，地势较平坦。历史上宋隆水流域有两条古河道：一条为宋隆古洪水道，水汇高明河出西江；一条为东门坳古河道，堵塞水经金利镇出西江。